# Ҕ
Ne doit pas être confondu avec Gué crochet.
Ҕ (minuscule : ҕ), appelé gué crochet médian, est une lettre de la variante de l’alphabet cyrillique utilisée dans l’écriture du iakoute, du youkaguir du Nord et du youkaguir du Sud, et anciennement en abkhaze. Elle note la consonne fricative vélaire voisée [ɣ]. Elle est dénommée « gué crochet médian » (en anglais : ghe with middle hook) dans la norme Unicode.

## Utilisations
La lettre est peu à peu abandonnée dans l'orthographe moderne de l'abkhaze au profit de Ӷ.
Andreas Sjögren utilise le ҕ dans l’alphabet cyrillique ossète dans sa grammaire publiée en 1844, lettre qu’il construit sur le modèle d’une nouvelle lettre cyrillique dérivée du ha ‹ 𐌷 › de l’alphabet gotique.

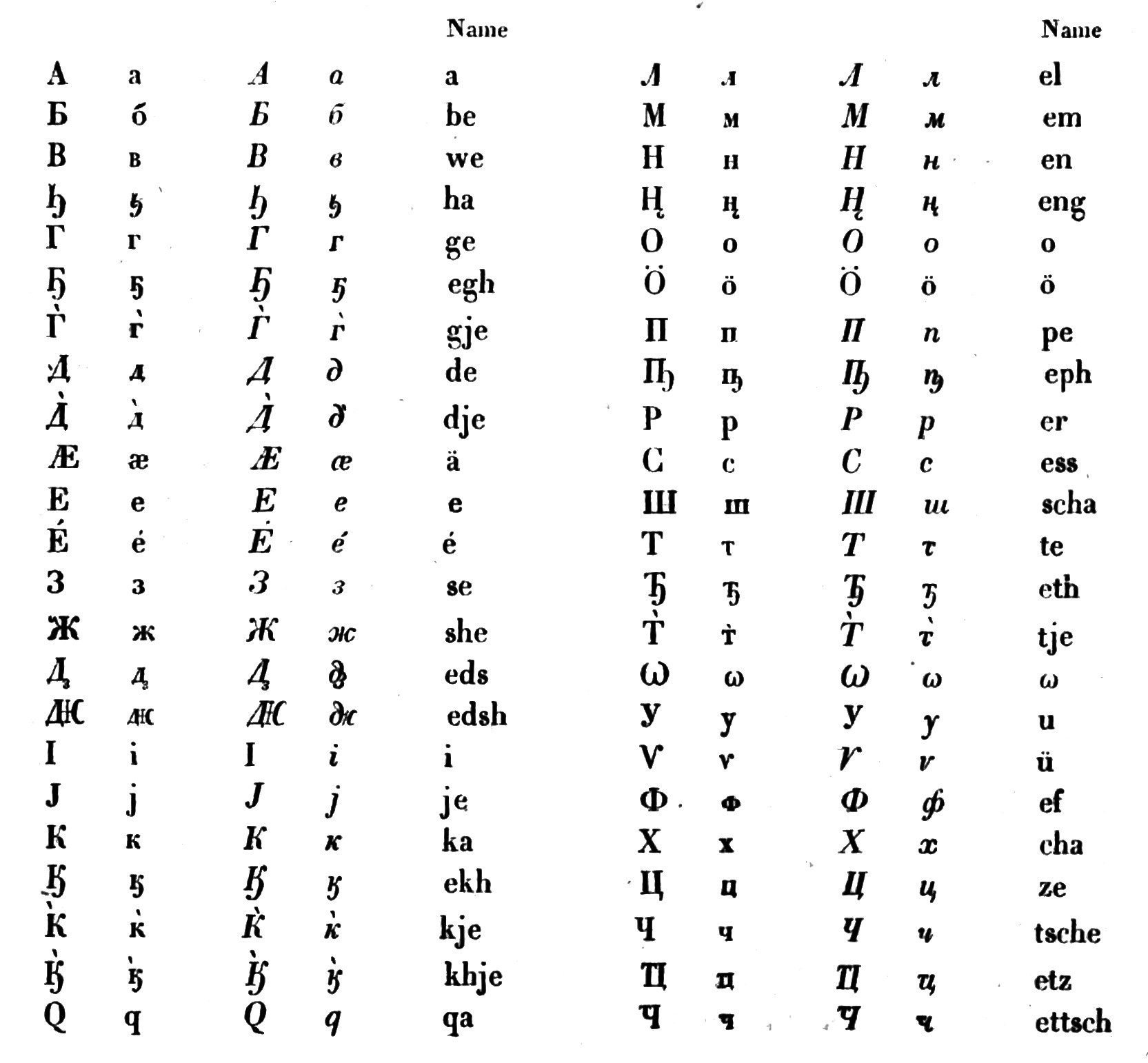
Alphabet ossète de Sjögren 1844.
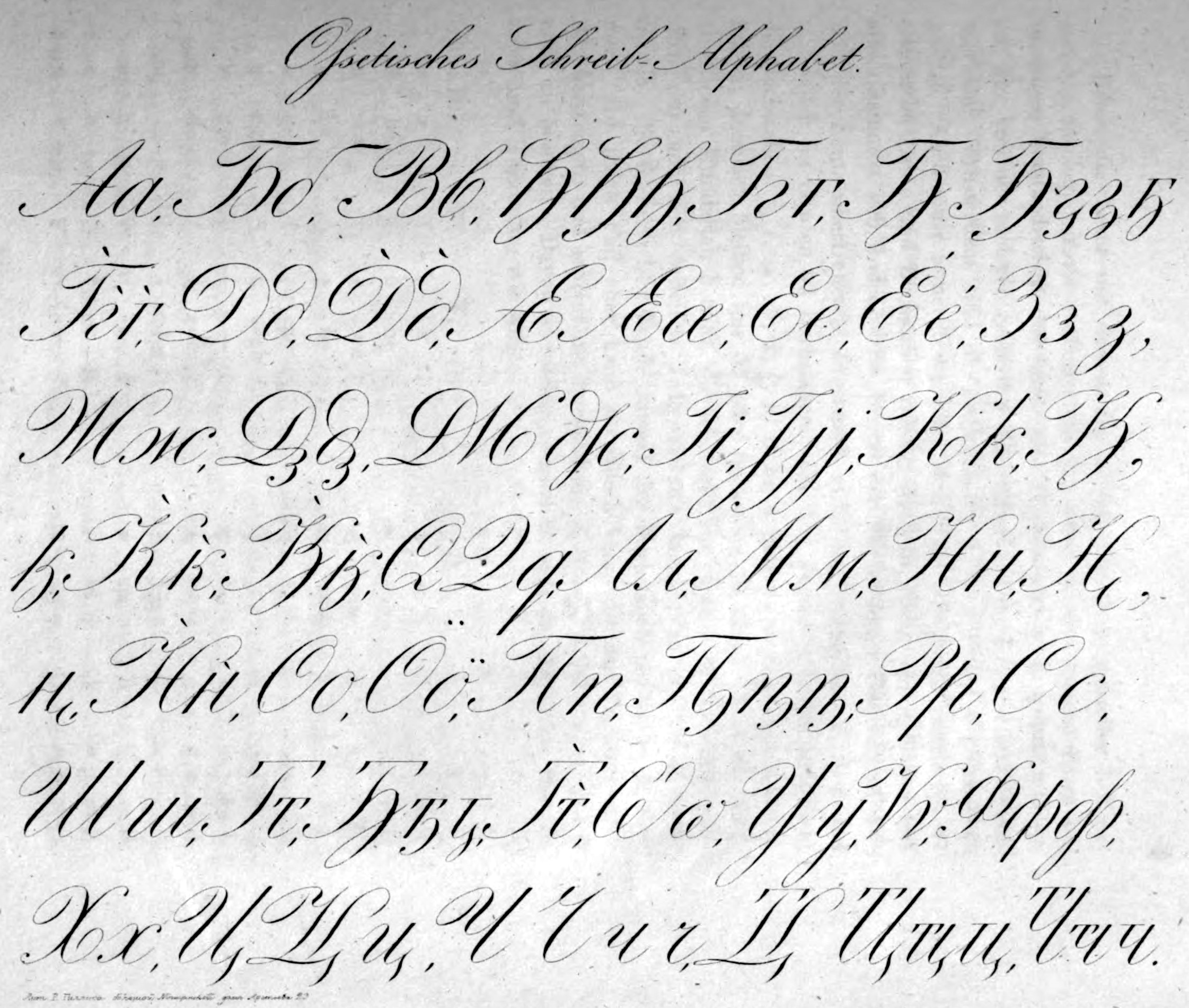
Alphabet ossète de Sjögren 1844 en écriture cursive.

Otto von Böhtlingk a utilisé ҕ dans Über die Sprache der Jakuten contenant des textes iakoutes, une grammaire iakoute et un dictionnaire iakoute-allemand publié de 1848 à 1851. Von Böhtlingk emprunte cette lettre à Sjögren.

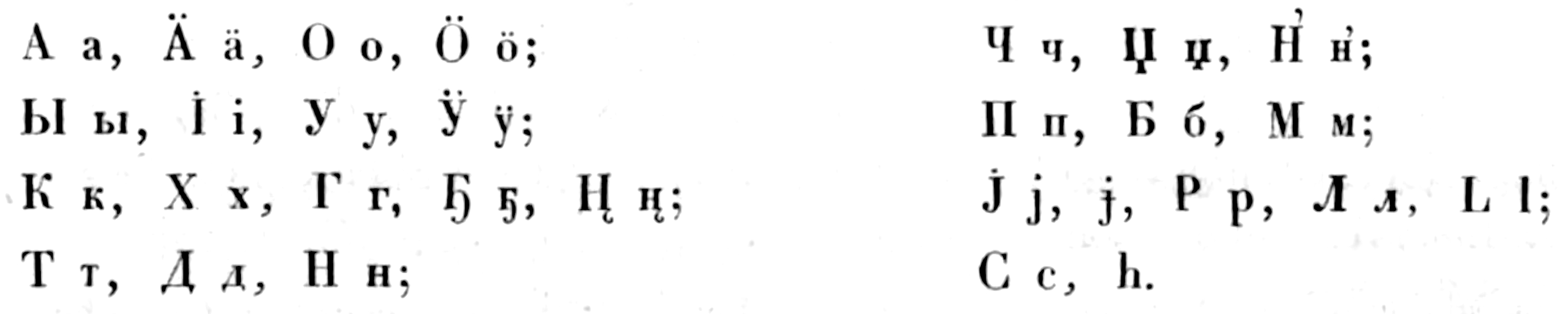
Alphabet de von Böhtlingk 1851.

En 1872, Ivan Iakovlevitch Iakovlev (ru) utilise le ҕ dans son alphabet tchouvache dans un abécédaire.

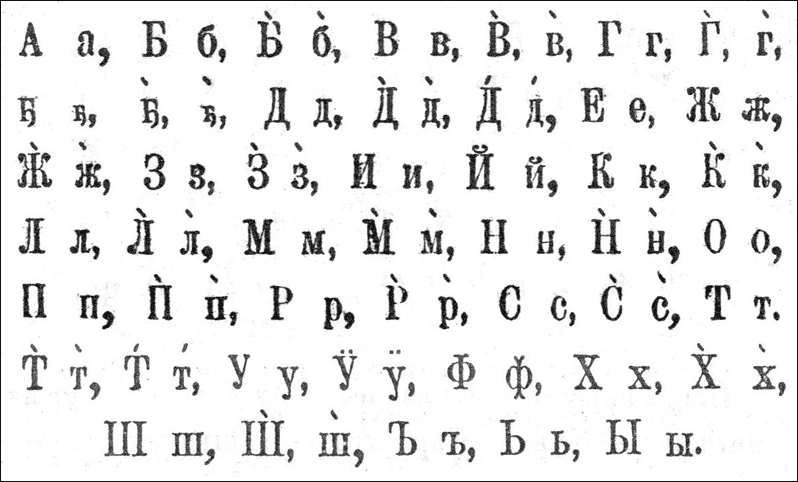
Alphabet de Iakovlev 1872.

En turcologie, Vassili Radloff utilise le gué crochet médian ‹ ҕ › dans l’alphabet mixte (mélangeant des lettres latines et cyrilliques) de son dictionnaire des dialectes de langues turques en quatre volumes publié de 1893 à 1911.

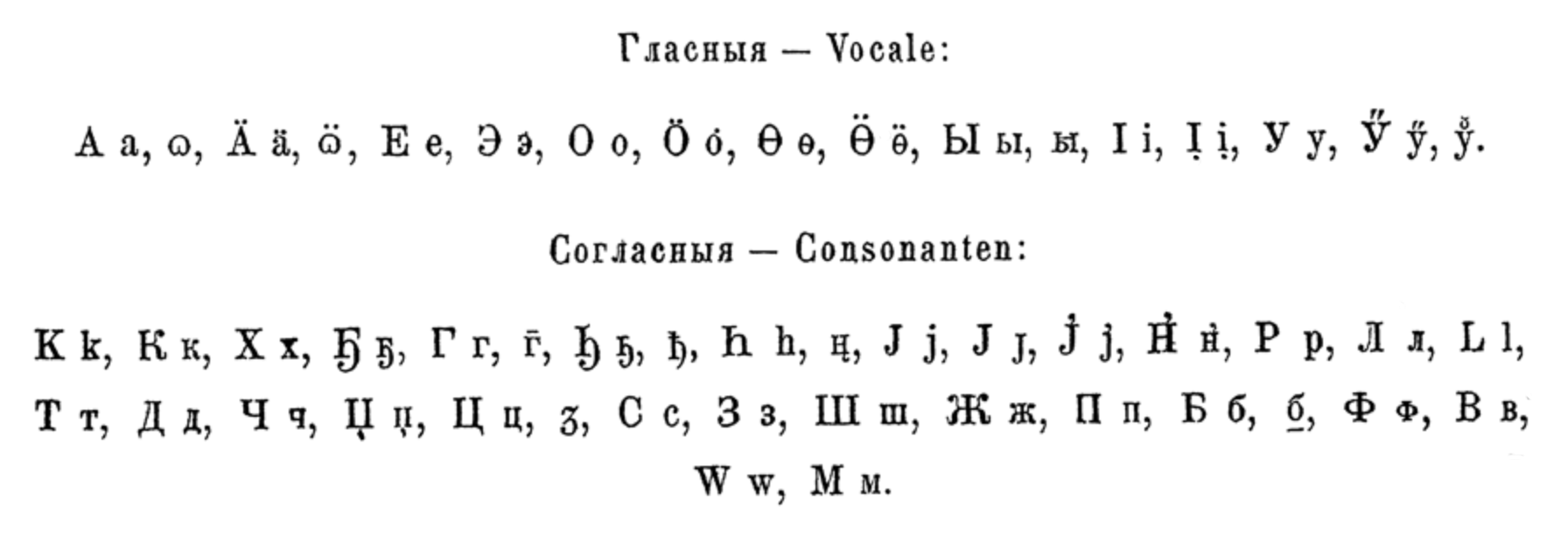
Alphabet dans Radloff 1893.

## Représentations informatiques
Le gué crochet médian peut être représenté avec les caractères Unicode suivants :
| formes    | représentations | chaînes de caractères | points de code | descriptions                                   |
| --------- | --------------- | --------------------- | -------------- | ---------------------------------------------- |
| capitale  | Ҕ               | Ҕ                     | U+0494         | lettre majuscule cyrillique gué crochet médian |
| minuscule | ҕ               | ҕ                     | U+0495         | lettre minuscule cyrillique gué crochet médian |